# Maua
Maua – miasto w Kenii, w hrabstwie Meru. W 2019 liczyło 22,1 tys. mieszkańców.